# Sphaigne palustre
Sphagnum palustre
Espèce
La sphaigne palustre ou Sphagnum palustre est une espèce de mousse faisant partie du genre des sphaignes (famille des Sphagnaceae). Elle recouvre les tourbières et retient beaucoup d'eau.